# آرتور دو اولیویرا
آرتور دو اولیویرا (انگلیسی: Artur Duarte de Oliveira؛ زادهٔ ۲۷ دسامبر ۱۹۶۹) بازیکن فوتبال اهل برزیل است.
از باشگاه‌هایی که در آن بازی کرده‌است می‌توان به باشگاه فوتبال بوتافوگو، باشگاه فوتبال بوآویشتا، باشگاه فوتبال فیگیرنسه، باشگاه ورزشی ویتوریا، و باشگاه فوتبال پورتو اشاره کرد.